# Der Nazi & der Friseur
Das Werk Der Nazi & der Friseur des deutsch-jüdischen Schriftstellers Edgar Hilsenrath ist eine Groteske über den Holocaust während der Zeit des Nationalsozialismus. Das 1971 zunächst in den USA und erst 1977 in deutscher Sprache veröffentlichte Werk schildert aus der Täterperspektive die Biografie des SS-Massenmörders und KZ-Aufsehers Max Schulz, der nach dem Zusammenbruch des Dritten Reichs eine jüdische Identität annimmt und schließlich nach Israel auswandert, um einer Verfolgung in Deutschland zu entgehen.
Die Groteske zeichnet sich aus durch die konsequente Absage an die Erwartungshaltung des Lesers wie die Verkehrung aller gängigen Klischees, hier des Deutschen Max Schulz und seines jüdischen Freundes und Schulkameraden Itzig Finkelstein:

„Mein Freund Itzig war blond und blauäugig, hatte eine gerade Nase, feingeschwungene Lippen und gute Zähne. Ich dagegen, Max Schulz, hatte schwarze Haare, Froschaugen, eine Hakennase, wulstige Lippen und schlechte Zähne.“

Eine weitere Besonderheit stellt die Täterperspektive dar, für das deutsche Publikum damals ein Novum:

„Auch dem deutschen Leser sind seit Jahren Romane, Erzählungen und Theaterstücke vertraut, die das Thema Verfolgung und Ausrottung der Juden unter Hitler mit poetisch-satirischen und grotesk-komischen Mitteln behandeln. Aber sie alle erzählen mehr oder weniger aus der Perspektive der Opfer. Hilsenrath dagegen wählte für seinen Roman die Perspektive der Täter.“

Inspiriert zu seinem Roman wurde Hilsenrath durch eine Zeitungsmeldung über das ehemalige Gestapo-Mitglied Erich Hohn, der sich nach dem Krieg als Jude ausgegeben habe und kurz vor seiner Enttarnung zum Vizepräsidenten eines regionalen Ablegers der Vereinigung der Verfolgten des Naziregimes gewählt worden war.

## Veröffentlichung
Kurz nach seinem Erscheinen wurde Hilsenraths Debütroman Nacht vom Kindler-Verlag schon wieder zurückgezogen. Für seinen zweiten Roman Der Nazi & der Friseur fand sich zunächst gar kein deutscher Verlag zur Erstveröffentlichung bereit. Um jedweden Antisemitismusverdacht zu meiden, galt seinerzeit in Deutschland das zwar "gutgemeinte", aber dennoch diskriminierende Extrem eines Philosemitismus, dem zufolge Juden in der Literatur des Nachkriegsdeutschlands nur positiv – etwa als Helden – dargestellt werden durften. Hilsenrath selbst hielt den Philosemitismus für einen "umgestülpten", also in versteckter Form fortgeführten Antisemitismus und ließ es sich in all seinen Werken nicht nehmen, Juden wie auch die anderen Handlungsträger seiner Romane mit ihren positiven und negativen Seiten darzustellen. Selbst als Der Nazi & der Friseur dann 1971 als Übersetzung in den USA erschien und nicht nur dort große Erfolge feierte, wurde das Manuskript in Deutschland weiterhin von vielen Verlagen mit der Begründung abgelehnt, so dürfe man nicht über Juden schreiben. Erst sechs Jahre nach seiner Erstveröffentlichung in den USA wurde das Werk im Verlag des damaligen Kölner Kleinverlegers Helmut Braun auch in deutscher Sprache vorgelegt.

## Rezeption
In den USA war die Veröffentlichung ein großer Erfolg, in Deutschland hingegen wurde das Werk zunächst von verschiedener Seite abgelehnt und nach seinem Erscheinen von Kritik und Leserschaft anfangs noch entsprechend kontrovers aufgenommen. Heinrich Böll würdigte in einer durchgehend positiven Rezension insbesondere Hilsenraths für dieses Werk gefundene Sprache, »die wild wuchert und doch oft genug trifft, eine düstere und auch stille Poesie entfaltet«.
Der Nazi & der Friseur erfuhr dann im Laufe der Jahre auch in Deutschland eine zunehmende Popularität. 1979 wurde das Werk in Schweden als eines der drei besten Bücher des Monats ausgewählt. In den Jahren 2005 bzw. 2006 als Teil der Gesammelten Werke von Edgar Hilsenrath neu aufgelegt, wurde es von Jan Josef Liefers und Elke Heidenreich in der TV-Sendung Lesen! als ein „großartiges Buch“ vorgestellt. Akademisch ist nicht nur dieses Werk Hilsenraths in Deutschland und im Ausland – vor allem in den USA – inzwischen längst etabliert.

## Rezensionen
- Hermann Lewy: Der Nazi, der Jude wird
- Manfred Rieger: Auf der Suche nach der verlorenen Schuld. Edgar Hilsenraths grotesk-realistischer Roman Über einen Nazi, der Jude wurde
- Gerda Marie Schönfeld: Als Nazi nach Israel. Die Würde der Opfer bleibt unangetastet